# Sybota
Sybota is een geslacht van spinnen uit de  familie van de wielwebkaardespinnen (Uloboridae).

## Soorten
- Sybota abdominalis (Nicolet, 1849)
- Sybota atlantica Grismado, 2001
- Sybota compagnuccii Grismado, 2007
- Sybota mendozae Opell, 1979
- Sybota osornis Opell, 1979
- Sybota rana (Mello-Leitão, 1941)